# Playoffs BAA 1949
Los Playoffs de la BAA de 1949 fueron el torneo final de la temporada 1948-49 de la BAA, que a partir de la temporada siguiente se denominaría NBA. Concluyó con la victoria del campeón de la División Oeste, los Minneapolis Lakers sobre el campeón de la División Este, los Washington Capitols, por 4 victorias a 2.

## Playoffs
|  | Semifinales de Conferencia | Semifinales de Conferencia | Semifinales de Conferencia |   |             | Finales de División | Finales de División | Finales de División |  |    | Finales de la BAA | Finales de la BAA | Finales de la BAA |
|  |                            |                            |                            |   |             |                     |                     |                     |  |    |                   |                   |                   |
|  | E1                         | Washington*                | 2                          |   |             |                     |                     |                     |  |    |                   |                   |                   |
|  | E4                         | Philadelphia               | 0                          |   |             |                     |                     |                     |  |    |                   |                   |                   |
|  | E4                         | Philadelphia               | 0                          |   | E1          | Washington*         | 2                   |                     |  |    |                   |                   |                   |
|  | División Este              |                            |                            |   | E1          | Washington*         | 2                   |                     |  |    |                   |                   |                   |
|  |                            | E2                         | New York                   | 1 |             |                     |                     |                     |  |    |                   |                   |                   |
|  | E2                         | E2                         | New York                   | 1 | New York    | 2                   |                     |                     |  |    |                   |                   |                   |
|  | E2                         |                            |                            |   | New York    | 2                   |                     |                     |  |    |                   |                   |                   |
|  | E3                         | Baltimore                  | 1                          |   |             |                     |                     |                     |  |    |                   |                   |                   |
|  | E3                         | Baltimore                  | 1                          |   |             |                     |                     |                     |  | E1 | Washington*       | 2                 |                   |
|  |                            |                            |                            |   |             |                     |                     |                     |  | E1 | Washington*       | 2                 |                   |
|  |                            | W2                         | Minneapolis                | 4 |             |                     |                     |                     |  |    |                   |                   |                   |
|  | W1                         | W2                         | Minneapolis                | 4 | Rochester*  | 2                   |                     |                     |  |    |                   |                   |                   |
|  | W4                         | St. Louis                  | 0                          |   |             |                     |                     |                     |  |    |                   |                   |                   |
|  | W4                         | St. Louis                  | 0                          |   | W1          | Rochester*          | 0                   |                     |  |    |                   |                   |                   |
|  | División Oeste             |                            |                            |   | W1          | Rochester*          | 0                   |                     |  |    |                   |                   |                   |
|  |                            | W2                         | Minneapolis                | 2 |             |                     |                     |                     |  |    |                   |                   |                   |
|  | W2                         | W2                         | Minneapolis                | 2 | Minneapolis | 2                   |                     |                     |  |    |                   |                   |                   |
|  | W2                         |                            |                            |   | Minneapolis | 2                   |                     |                     |  |    |                   |                   |                   |
|  | W3                         | Chicago                    | 0                          |   |             |                     |                     |                     |  |    |                   |                   |                   |

## Semifinales de División

### División Este

#### (1)Washington Capitolsvs. (4)Philadelphia Warriors
| 23 de marzo                       | Washington Capitols                               | 92–70            | Philadelphia Warriors                           |                                                       |  |  |
|                                   | Parciales: 15–17, 25–17, 24–13, 28–23             |                  |                                                 |                                                       |  |  |
|                                   | Estadísticas Kleggie Hermsen 20 Sonny Hertzberg 3 | Reporte Pts Asts | Estadísticas Jake Bornheimer 13 Howie Dallmar 3 | Pabellón: Philadelphia Arena, Filadelfia, Pensilvania |  |  |
| Washington lidera las series, 1–0 |                                                   |                  |                                                 |                                                       |  |  |
|                                   |                                                   |                  |                                                 |                                                       |  |  |

| 24 de marzo                     | Philadelphia Warriors                           | 78–80            | Washington Capitols                           |                                         |  |  |
|                                 | Parciales: 20–22, 13–17, 16–20, 29–21           |                  |                                               |                                         |  |  |
|                                 | Estadísticas Chink Crossin 22 Jerry Fleishman 3 | Reporte Pts Asts | Estadísticas Bones McKinney 19 Jack Nichols 5 | Pabellón: Uline Arena, Washington D. C. |  |  |
| Washington gana las series, 2–0 |                                                 |                  |                                               |                                         |  |  |
|                                 |                                                 |                  |                                               |                                         |  |  |

Éste fue el primer enfrentamiento en playoffs entre ambos equipos.

#### (2)New York Knicksvs. (3)Baltimore Bullets
| 23 de marzo                      | New York Knicks                    | 81–82       | Baltimore Bullets               |                                                   |  |  |
|                                  | Marcador por tiempos: 39–36, 42–46 |             |                                 |                                                   |  |  |
|                                  | Estadísticas Carl Braun 21         | Reporte Pts | Estadísticas Jake Pelkington 21 | Pabellón: Baltimore Coliseum, Baltimore, Maryland |  |  |
| Baltimore lidera las series, 1–0 |                                    |             |                                 |                                                   |  |  |
|                                  |                                    |             |                                 |                                                   |  |  |

| 24 de marzo           | Baltimore Bullets                  | 74–84       | New York Knicks            |                                                            |  |  |
|                       | Marcador por tiempos: 35–39, 39–45 |             |                            |                                                            |  |  |
|                       | Estadísticas Jake Pelkington 14    | Reporte Pts | Estadísticas Carl Braun 20 | Pabellón: Madison Square Garden III, Manhattan, Nueva York |  |  |
| Series empatadas, 1–1 |                                    |             |                            |                                                            |  |  |
|                       |                                    |             |                            |                                                            |  |  |

| 26 de marzo                   | Baltimore Bullets                                   | 99–103      | New York Knicks                |                                                            |  |  |
|                               | Parciales: 26–25, 25–26, 16–17, 22–21 (T.E.: 10–14) |             |                                |                                                            |  |  |
|                               | Estadísticas Connie Simmons 22                      | Reporte Pts | Estadísticas Harry Gallatin 21 | Pabellón: Madison Square Garden III, Manhattan, Nueva York |  |  |
| New York gana las series, 2–1 |                                                     |             |                                |                                                            |  |  |
|                               |                                                     |             |                                |                                                            |  |  |

Éste fue el segundo enfrentamiento entre ambos equipos en playoffs, ganando los Bullets el primero.
| \| 1948 \| Baltimore Bullets \| 2–0 \| New York Knicks \| 1.ª ronda \| \| \| \| \| \| \| \| \| \| \| \| \| \| \| \| |                   |     |                 |           |  |
| 1948 | Baltimore Bullets | 2–0 | New York Knicks | 1.ª ronda |  |
| |                   |     |                 |           |  |
| |                   |     |                 |           |  |

### División Oeste

#### (1)Rochester Royalsvs. (4)St. Louis Bombers
| 22 de marzo                      | St. Louis Bombers                  | 64–93       | Rochester Royals           |                                                    |  |  |
|                                  | Marcador por tiempos: 27–50, 37–43 |             |                            |                                                    |  |  |
|                                  | Estadísticas Bill Roberts 16       | Reporte Pts | Estadísticas Bob Davies 23 | Pabellón: Edgerton Park Arena, Rochester, New York |  |  |
| Rochester lidera las series, 1–0 |                                    |             |                            |                                                    |  |  |
|                                  |                                    |             |                            |                                                    |  |  |

| 23 de marzo                    | Rochester Royals                   | 66–64       | St. Louis Bombers         |                                             |  |  |
|                                | Marcador por tiempos: 29–26, 37–38 |             |                           |                                             |  |  |
|                                | Estadísticas Bobby Wanzer 17       | Reporte Pts | Estadísticas Red Rocha 27 | Pabellón: St. Louis Arena, San Luis, Misuri |  |  |
| Rochester gana las series, 2–0 |                                    |             |                           |                                             |  |  |
|                                |                                    |             |                           |                                             |  |  |

Éste fue el primer enfrentamiento en playoffs entre ambos equipos.

#### (2)Minneapolis Lakersvs. (3)Chicago Stags
| 23 de marzo                        | Chicago Stags                      | 77–84       | Minneapolis Lakers           |                                                          |  |  |
|                                    | Marcador por tiempos: 35–33, 42–51 |             |                              |                                                          |  |  |
|                                    | Estadísticas Max Zaslofsky 22      | Reporte Pts | Estadísticas George Mikan 37 | Pabellón: Minneapolis Auditorium, Minneapolis, Minnesota |  |  |
| Minneapolis lidera las series, 1–0 |                                    |             |                              |                                                          |  |  |
|                                    |                                    |             |                              |                                                          |  |  |

| 24 de marzo                      | Minneapolis Lakers                 | 101–85      | Chicago Stags                 |                                              |  |  |
|                                  | Marcador por tiempos: 56–42, 45–43 |             |                               |                                              |  |  |
|                                  | Estadísticas George Mikan 38       | Reporte Pts | Estadísticas Max Zaslofsky 22 | Pabellón: Chicago Stadium, Chicago, Illinois |  |  |
| Minneapolis gana las series, 2–0 |                                    |             |                               |                                              |  |  |
|                                  |                                    |             |                               |                                              |  |  |

Éste fue el primer enfrentamiento en playoffs entre ambos equipos.

## Finales de División

### División Este

#### (1)Washington Capitolsvs. (2)New York Knicks
| 29 de marzo                       | New York Knicks                       | 71–77       | Washington Capitols              |                                                   |  |  |
|                                   | Parciales: 17–21, 18–17, 17–18, 19–21 |             |                                  |                                                   |  |  |
|                                   | Estadísticas Harry Gallatin 17        | Reporte Pts | Estadísticas Johnny Norlander 16 | Pabellón: National Guard Armory, Washington D. C. |  |  |
| Washington lidera las series, 1–0 |                                       |             |                                  |                                                   |  |  |
|                                   |                                       |             |                                  |                                                   |  |  |

| 31 de marzo           | Washington Capitols          | 84–86                                                                 | New York Knicks            |                                                            |  |  |
|                       |                              |                                                                       |                            |                                                            |  |  |
|                       | Estadísticas Jack Nichols 25 | [https://www.basketball-reference.com/boxscores/194903310NYK.html Pts | Estadísticas Carl Braun 30 | Pabellón: Madison Square Garden III, Manhattan, Nueva York |  |  |
| Series empatadas, 1–1 |                              |                                                                       |                            |                                                            |  |  |
|                       |                              |                                                                       |                            |                                                            |  |  |

| 2 de abril                      | New York Knicks                          | 76–84                                                                 | Washington Capitols             |                                                   |  |  |
|                                 | Parciales: 15–24, 23–24, 17–12, 21–24    |                                                                       |                                 |                                                   |  |  |
|                                 | Estadísticas Braun, Gallatin 15 cada uno | [https://www.basketball-reference.com/boxscores/194904020WSC.html Pts | Estadísticas Sonny Hertzberg 24 | Pabellón: National Guard Armory, Washington D. C. |  |  |
| Washington gana las series, 2–1 |                                          |                                                                       |                                 |                                                   |  |  |
|                                 |                                          |                                                                       |                                 |                                                   |  |  |

Éste fue el primer enfrentamiento en playoffs entre ambos equipos.

### División Oeste

#### (1)Rochester Royalsvs. (2)Minneapolis Lakers
| March 27                           | Minneapolis Lakers                 | 80–79       | Rochester Royals            |                                                    |  |  |
|                                    | Marcador por tiempos: 46–34, 34–45 |             |                             |                                                    |  |  |
|                                    | Estadísticas George Mikan 32       | Reporte Pts | Estadísticas Arnie Risen 17 | Pabellón: Edgerton Park Arena, Rochester, New York |  |  |
| Minneapolis lidera las series, 1–0 |                                    |             |                             |                                                    |  |  |
|                                    |                                    |             |                             |                                                    |  |  |

| 29 de marzo                      | Rochester Royals                   | 55–67       | Minneapolis Lakers           |                                                      |  |  |
|                                  | Marcador por tiempos: 32–34, 23–34 |             |                              |                                                      |  |  |
|                                  | Estadísticas Arnie Risen 21        | Reporte Pts | Estadísticas George Mikan 31 | Pabellón: St. Paul Auditorium, Saint Paul, Minnesota |  |  |
| Minneapolis gana las series, 2–0 |                                    |             |                              |                                                      |  |  |
|                                  |                                    |             |                              |                                                      |  |  |

Éste fue el primer enfrentamiento en playoffs entre ambos equipos.

## Finales
| April 4                            | Washington Capitols                   | 84–88       | Minneapolis Lakers           |                                                                                         |  |  |
|                                    | Parciales: 13–23, 27–25, 21–19, 23–21 |             |                              |                                                                                         |  |  |
|                                    | Estadísticas Fred Scolari 20          | Reporte Pts | Estadísticas George Mikan 42 | Pabellón: Minneapolis Auditorium, Minneapolis, Minnesota Asistencia: 8,210 espectadores |  |  |
| Minneapolis lidera las series, 1–0 |                                       |             |                              |                                                                                         |  |  |
|                                    |                                       |             |                              |                                                                                         |  |  |

| 6 de abtil                    | Washington Capitols                   | 62–76       | Minneapolis Lakers          | |  |  |
|                               | Parciales: 13–20, 19–27, 13–11, 17–18 |             |                             | |  |  |
|                               | Estadísticas Sonny Hertzberg 13       | Reporte Pts | Estadísticas Don Carlson 16 | Pabellón: Minneapolis Auditorium, Minneapolis, Minnesota Asistencia: 10,212 espectadores Árbitros: Pat Kennedy, Phil Fox |  |  |
| Minneapolis leads series, 2–0 |                                       |             |                             | |  |  |
|                               |                                       |             |                             | |  |  |

| 8 de abril                         | Minneapolis Lakers                    | 94–74       | Washington Capitols                 |                                                                        |  |  |
|                                    | Parciales: 26–14, 17–15, 28–24, 23–21 |             |                                     |                                                                        |  |  |
|                                    | Estadísticas George Mikan 35          | Reporte Pts | Estadísticas Nichols, Zunic 12 each | Pabellón: Uline Arena, Washington D. C. Asistencia: 4,919 espectadores |  |  |
| Minneapolis lidera las series, 3–0 |                                       |             |                                     |                                                                        |  |  |
|                                    |                                       |             |                                     |                                                                        |  |  |

| 9 de abril                         | Minneapolis Lakers                    | 71–83       | Washington Capitols          |                                                                        |  |  |
|                                    | Parciales: 23–22, 12–23, 16–20, 20–18 |             |                              |                                                                        |  |  |
|                                    | Estadísticas George Mikan 27          | Reporte Pts | Estadísticas Jack Nichols 27 | Pabellón: Uline Arena, Washington D. C. Asistencia: 4,471 espectadores |  |  |
| Minneapolis lidera las series, 3–1 |                                       |             |                              |                                                                        |  |  |
|                                    |                                       |             |                              |                                                                        |  |  |

| 11 de abril                   | Minneapolis Lakers                    | 65–74       | Washington Capitols                       |                                                                        |  |  |
|                               | Parciales: 12–22, 18–19, 22–15, 13–18 |             |                                           |                                                                        |  |  |
|                               | Estadísticas George Mikan 22          | Reporte Pts | Estadísticas Hermsen, Nichols 13 cada uno | Pabellón: Uline Arena, Washington D. C. Asistencia: 3,840 espectadores |  |  |
| Minneapolis leads series, 3–2 |                                       |             |                                           |                                                                        |  |  |
|                               |                                       |             |                                           |                                                                        |  |  |

| 13 de abril                      | Washington Capitols                   | 56–77       | Minneapolis Lakers           |                                                                                      |  |  |
|                                  | Parciales: 12–19, 12–21, 17–22, 15–15 |             |                              |                                                                                      |  |  |
|                                  | Estadísticas Kleggie Hermsen 12       | Reporte Pts | Estadísticas George Mikan 29 | Pabellón: St. Paul Auditorium, Saint Paul, Minnesota Asistencia: 10,482 espectadores |  |  |
| Minneapolis gana las series, 4–2 |                                       |             |                              |                                                                                      |  |  |
|                                  |                                       |             |                              |                                                                                      |  |  |

Éste fue el primer enfrentamiento en playoffs entre ambos equipos.